# Bugatti 16 C Galibier Concept
La Bugatti 16 C Galibier Concept è una concept car costruita dalla casa automobilistica francese Bugatti nel 2009.

## Il contesto
Questa concept è stata presentata durante i festeggiamenti tenuti dalla Bugatti allo Chateau St. Jean di Molsheim per commemorare i 100 anni del marchio. L'obiettivo di questa vettura è di accostare un nuovo modello di serie alla produzione della Bugatti Veyron, allora l'unica auto prodotta dall'azienda francese.

## Tecnica
Per la realizzazione della carrozzeria, costruita in alluminio e carbonio, la Bugatti si è ispirata all'originale Bugatti Tipo 57 degli anni '30. Come propulsore è stato impiantato il W16 da 8 litri derivato dalla Veyron, al quale sono però stati montati due turbocompressori invece di quattro, attestando la potenza sugli 800 CV. Il cambio abbinato a questo motore è un automatico a convertitore di coppia a 8 velocità, mentre come carburante può essere impiegato il bioetanolo. La trazione è integrale, e i freni impiegano dischi carboceramici. Compie un'accelerazione da 0 a 100 km/h in 2,7 secondi e può raggiungere una velocità massima di 350 km/h.
Gli interni sono realizzati in radica e pellami pregiati in stile minimal-rétro, con una plancia dotata di una piccola palpebra al cui interno, oltre ai vari indicatori, trova posto un orologio realizzato dall'artigiano svizzero Parmigiani, che può anche essere disinserito ed indossato al polso dal guidatore.
Venne annunciato che entro i primi mesi del 2014 sarebbe cominciata la produzione della Galibier, il costo stimato era di 1 400 000 €; tuttavia non ebbe seguito produttivo.